# Schutzgelderpressung
Die Schutzgelderpressung bezeichnet eine Verbrechensform der Erpressung, bei der das Opfer gezwungen ist, für versprochenen „Schutz“ eine Leistung – in der Regel Geld – zu erbringen, selbst aber grundsätzlich keine weitere Gegenleistung erhält.

## Beschreibung und Abgrenzung
Das Besondere bei der Schutzgelderpressung ist in der Regel die regelmäßige Erbringung dieser Leistung, so dass die Zahllast quasi die Ausprägung einer nichtstaatlichen Steuer annimmt. Viele große Verbrecherorganisationen wie die Mafia, die Cosa Nostra, die chinesischen Triaden oder auch die japanische Yakuza begannen mit Schutzgelderpressungen als Haupteinnahmequelle, bevor sie in weitere illegale Geschäftsfelder vordrangen, wie Betäubungsmittelkriminalität, Glücksspiel, Waffenhandel und Wirtschaftskriminalität. Auch Rockerbanden treten als Schutzgelderpresser auf.
Der Soziologe Diego Gambetta beschreibt die Mafia als eine „Industrie, die privaten Schutz schafft, fördert und verkauft“. Er betrachtet die Mafia als einen Anbieter von Schutzdienstleistungen. Falls es eine Nachfrage nach Schutz gibt und dafür freiwillig bezahlt wird, gilt die Gewährung von Schutz als echte Dienstleistung. Die Mafia kann solange mit Nachfrage rechnen wie Misstrauen in der Gesellschaft herrscht. Gastronomen, die aus Ländern stammen, in denen das Vertrauen in die staatlichen Behörden gering ist, werden in Deutschland häufig Opfer von Schutzgelderpressern. Indem die Mafia nur bestimmten Kunden Schutz bietet, schafft sie künstlich Bedarf für ihr Dienstleistungsangebot. Allerdings wird diese Dienstleistung nicht durch eine marktwirtschaftliche Beziehung, sondern im Rahmen von Herrschaft und Vertrauen erbracht. Der Schutzsuchende und der Mafioso haben kein Vertrauen zueinander. Trotzdem kommt das Dienstleistungsgeschäft zustande, weil der Kunde dem Mafioso das Recht übergibt, seine Dienste einzufordern. Der Schutzsuchende lässt sich in die Strukturen der Mafia einbinden.
Die Erpressung von Schutzgeld wird der organisierten Kriminalität zugerechnet. Davon abzugrenzen sind illegale Ökonomien, wie beispielsweise der Drogenhandel. Diese Formen des Waren- und Leistungsaustauschs erfolgen einvernehmlich. Auch die Korruption – also ein Tauschakt, bei dem etwas getauscht wird, das eigentlich nicht tauschbar sein sollte – ist von der Schutzgelderpressung abzugrenzen, die häufig auf physischer Gewalt beruht.
Opfer von Schutzgelderpressungen sind in der Regel Ladenbesitzer und Inhaber kleiner Geschäfte, da diese einerseits lokal gebunden sind und als zahlungsfähig gelten, anderseits nicht in der Lage sind, größere wirtschaftliche Einbußen dauerhaft zu tragen oder Abwehrmaßnahmen einzuleiten beziehungsweise vorzuhalten. In Deutschland sind häufig russische und osteuropäische Bürger betroffen.

## Formen
Die offensichtlichste Form der Schutzgelderpressung ist es, wenn der Erpresser das Opfer direkt kontaktiert und seinen „Schutz“ durch Nötigung durchsetzt, indem er in der größten Zahl der Fälle mit physischer Gewalt gegen Personen oder Betriebsvermögen droht. Insbesondere bei den etablierten Verbrechensorganisationen haben sich weniger offensichtliche Formen der Schutzgelderpressung entwickelt, welche die eigentliche Tat verschleiern sollen. So können die Opfer auch zu Verträgen gezwungen werden, in denen überteuerte oder sogar sinnlose Dienstleistungen oder die Abnahme von Waren aus einer bestimmten Bezugsquelle vereinbart werden. Im Rahmen dieser Verträge werden dann tatsächlich zum Beispiel ein Wachschutz bzw. Veranstaltungsschutz geboten und bestellte Waren auch geliefert. Es sind auch Fälle bekannt geworden, in denen Arbeitsverträge abgeschlossen werden, bei welchen dem Arbeitgeber bestimmte Personen als Arbeitnehmer vorgeschlagen werden. Eventuell werden diese dann außerdem zu überhöhten Tarifen beschäftigt oder stehen nur formal auf der Lohnliste, ohne ihre Arbeit anzubieten. Kommt das Opfer den Forderungen nach, wird es im Regelfall nicht mehr – außer zur Leistungserbringung – behelligt. Eine neue Form der Schutzgeldforderung ist die digitale Erpressung, wenn die Täter gestohlene Daten oder illegal erlangte Zugriffsberechtigungen für die Erpressung von Schutzgeld nutzen.
Verwandt ist Schutzgelderpressung mit der Blackmail-Methode, bei denen schriftlich Kontakt aufgenommen wird, aber in der Regel eine einmalige Leistung verlangt wird, welche ähnlich der Übergabe des Lösegeldes bei einer Entführung transferiert werden soll.

## Auswirkungen
Weigert sich ein Opfer zu zahlen, droht wirtschaftlicher und persönlicher Schaden, der bis zum wirtschaftlichen Ruin oder sogar zum Tod des Verweigerers führen kann; aber auch bei Leistungserbringung der Opfer werden diese erheblich geschädigt.
Schutzgeld hat für Betroffene eine ähnliche Wirkung wie Steuern. Auch Konzepte wie allgemeine Besteuerung und Steuerprogression finden sich bei ausgedehnten Schutzgeldsystemen wieder. Nach Erhebungen sollen beispielsweise auf Sizilien 70 % der Unternehmen Schutzgeld zahlen, was für die Allgemeinheit des Schutzgeldes spricht. Letztendlich hat Schutzgelderpressung sowohl auf die Unternehmen als auch die beteiligten Opfer eine erhebliche und dauerhafte Auswirkung. Neben der am Ende oftmals vernichteten wirtschaftlichen Existenz schwächt sie durch kontinuierliche und erhebliche Wertabschöpfung den Wirtschaftskreislauf erheblich, verändert Gleichgewichte an Märkten und setzt die Opfer unter einen erheblichen – auch psychischen – Druck. Die Kontinuität der Bedrohung ist ein Unterscheidungsmerkmal zu anderen, nur situativ auftretenden Verbrechensformen.
Der Erpresser hingegen wird durch die Leistungen der Opfer finanziell und wirtschaftlich gestärkt; das kann dazu führen, dass er weitere Opfer sucht und das Eintreiben der finanziellen Leistungen sogar Dritten überlässt. Der Erpresser wird bei Dienstleistungen und Warenlieferungsverträgen im Prinzip selbst zu einem Monopolisten. So hatten viele der sogenannten Mustache Petes der US-amerikanischen Cosa Nostra ein Handelsmonopol auf Gemüse, Käse und dergleichen, welche sie aus Italien importiert hatten.

## Schutzgeld in verschiedenen Ländern

### Deutschland
Schutzgelderpressung ist in Deutschland kein eigener Straftatbestand im Sinne des Strafgesetzbuches. Es handelt sich dabei vielmehr um komplexe kriminelle Handlungen, die in unterschiedlichen Begehungsweisen verschiedene Straftatbestände beinhalten, vor allem Hausfriedensbruch, Sachbeschädigung, Nötigung, Körperverletzung oder auch räuberische Erpressung.
Kommen dabei Verträge durch direkte oder indirekte Drohungen zustande, sind diese außerdem sittenwidrig und damit nach § 138 Abs. 1 BGB nichtig.

### Italien
Bei der Entstehung der Cosa Nostra auf Sizilien mussten die Bauern für ihr Land Schutzgebühr an die gabelloti, das sind Großgrundbesitzer, zahlen. Verweigerten sie diese pizzo bzw. pizzu (sizilianischer Dialektausdruck pizzu, Vogelschnabel. "fari vagnari a pizzu": den Schnabel eintauchen/befeuchten, auch "bagniusi u pizzu": den Schnabel baden) genannten Beträge, wurden ihre Ländereien zerstört. Cosa Nostra und andere Mafia-Organisationen verlangen noch immer diese Schutzgebühren. Dies tun sie längst nicht mehr von den Bauern, sondern von Geschäfts- und Ladenbesitzern.
Die italienische Zeitung La Repubblica veröffentlichte eine Tarifliste, was sizilianische Geschäftsleute an die Mafia entrichten müssen. Selbst kleine Ladenbesitzer zahlen demnach 500 bis 1.000 Euro pro Quartal, bessere Geschäfte wie etwa Juweliere müssen 3.000 Euro abgeben, große Läden 5.000 Euro. Ausgenommen sind Geschäftsleute, die Verwandte im Gefängnis haben, einen Trauerfall in der Familie zu beklagen oder einen Polizeibeamten oder Carabiniere unter den Verwandten haben. Das Problem wird unter den Geschäftsleuten totgeschwiegen. Fast alle bezahlen die Schutzgelder, aber keiner möchte es zugeben. In ganz Italien werden derzeit 160.000 Unternehmen und Geschäfte erpresst, etwa dreimal so viele wie vor zwanzig Jahren.
Wie Betroffene berichten, läuft die Schutzgelderpressung zu Beginn fast immer nach dem gleichen Muster ab. Meist beginnt es mit einem anonymen Telefonanruf, in dem sinngemäß der Ladengründer dazu ermahnt wird, sich Hilfe zu suchen. Wenige Tage später wird dann ein mehr oder weniger harmloser Anschlag auf den Laden begangen, indem beispielsweise das Türschloss mit Leim verklebt wird. Während Angst und Ratlosigkeit den Geschäftsmann beschleichen, raten erfahrene Kollegen, abzuwarten. Nach einigen weiteren Tagen steht dann eine Person vor der Tür, die freundlich und unaufdringlich nach einer kleinen Spende verlangt und sie meist auch bekommt.
Neben Drogenhandel gehört der „Pizzo“ zum Kerngeschäft. Allein auf Sizilien bringt das Schutzgeld der Mafia jährlich sieben Milliarden Euro, in Italien landesweit 15,5 Milliarden ein (Stand: 2006). Der gesamte Mafia-Umsatz wird von der staatlichen Antimafia auf 100 Milliarden Euro geschätzt, doppelt so viel wie der Umsatz des Autokonzerns Fiat.
Seit Anfang 2010 gibt die Anti-Schutzgeldbewegung AddioPizzo für Palermo einen speziellen Stadtplan aus, auf dem ausschließlich Geschäfte verzeichnet sind, die sich verpflichtet haben, kein Schutzgeld an die Mafia zu zahlen. Hauptzielgruppe des Plans sind Touristen, die im Sinne eines kritischen Konsums vermeiden wollen, mit ihren Urlaubsausgaben mafiöse Strukturen zu unterstützen. Die deutsche Botschaft in Italien finanziert die deutsche Fassung dieses Stadtplans.
Im April 2012 wurde bekannt, dass der langjährige italienische Ministerpräsident Silvio Berlusconi in den 1970er Jahren hohe Summen Schutzgeld an die Mafia zahlte, um sich selbst und seine Familie vor einer Entführung zu bewahren. Damals entführte die Mafia in Italien immer wieder wohlhabende Personen oder deren Kinder, um dann Lösegeld zu erpressen. Einer der bekanntesten Fälle ist der von John Paul Getty III. Er wurde 1973 in Rom entführt; ihm wurde ein Ohr abgeschnitten und einer Zeitung zugesandt, um der Lösegeldforderung Nachdruck zu verleihen. Nach fünf Monaten Gefangenschaft kam Getty schließlich gegen Lösegeld frei.
Aber es gibt auch die Tendenz, dass Geschäftsleute sich zusammenschließen, um die Schutzgelderpressung zurückzudrängen. In der früheren Camorra-Hochburg Ercolano am Vesuv haben mehr als 40 Betroffene gleichzeitig Anzeige erstattet und dadurch Hunderte von Verurteilungen und Verhaftungen erreicht. Durch das Zusammenwirken von bürgerschaftlichem Engagement, Polizei und Justiz konnte der Schutzgelderpressung entgegengewirkt werden. Auch in Palermo ist es Geschäftsleuten gelungen, sich der Schutzgelderpressung zu entziehen.

### Biblisches Israel
Eine Geschichte, die man heutzutage als Schutzgelderpressung bezeichnen könnte, wird im Alten Testament im 1. Buch Samuel, Kapitel 25 berichtet. David, der spätere König von Israel, verlangte Entlohnung für den Schutz von dessen Herden von Nabal, der das ablehnte. Da zog David mit 400 Mann gegen ihn. Nabals Frau Abigajil gelang es, durch eine große Gabe und Überredung Schlimmes zu verhüten; später wurde sie Davids Frau.